# Folio Moeaki
Folio Moeaki (9 maggio 1982) è un ex calciatore tongano, di ruolo difensore.

## Carriera

### Nazionale
Durante la sua carriera ha rappresentato in 10 partite la Nazionale tongana, senza andare mai in rete.